# هوراس وايت (سياسي)
هوراس وايت (بالإنجليزية: Horace White)‏ هو محامي وسياسي أمريكي، ولد في 7 أكتوبر 1865 في بوفالو في الولايات المتحدة، وتوفي في 27 نوفمبر 1943 في نيويورك في الولايات المتحدة. حزبياً، نشط في الحزب الجمهوري. وقد انتخب عضو مجلس ولاية نيويورك وانتخب حاكم نيويورك ‏ (6 أكتوبر 1910 – 31 ديسمبر 1910).